# Гольгер Майтінгер
Гольгер Майтінгер (нім. Holger Meitinger; 28 березня 1957, м. Аугсбург, Німеччина) — німецький хокеїст, нападник. Виступав за німецькі клуби з 1976 по 1990 роки, а також за національну збірну. 

## Кар'єра
Майтінгер розпочав свою кар'єру у сезоні 1976/77 років в Бундеслізі за «Аугсбург». Після цього по сезону провів за «Крефельд» і «Розенгайм». У сезоні 1979/80, переїхав до «Маннхаймер ЕРК» за який виступав протягом двох років та став чемпіоном Німеччини. 1981 Майтінгер переїхав до «Кельн ЕК» в якому відіграв дев'ять років. За цей період разом з «Кельн ЕК» став чотири рази чемпіоном Німеччини (1984, 1986, 1987, 1988). 
Гольгер Майтінгер у сезонах 1980/81 і 1981/82 років обирався в All-Star команди, а в 1981 році навіть визнаний гравцем року. В цілому він провів 557 ігор у Бундеслізі, закинувши 401 шайбу та набравши 766 очок.
У складі збірної Німеччини зіграв 78 матчів, в яких закинув 33 шайби. Брав участь зокрема, у чемпіонатах світу 1979, 1981, 1982 і 1983 років та Зимових Олімпійських іграх 1980 року. На чемпіонаті світу 1981 року, став найкращим бомбардиром з 20 очками. Цей рекорд для німецького гравця на чемпіонатах світу тримається і до цього часу.
Сьогодні Майтінгер проживає в Бонні, але працює в Кельні. За традицією команди «Кельнер Гайє», бере участь в турнірах. 18 травня 2007 року став членом Залу хокейної слави Німеччини.

## Нагороди та досягнення
- 1980 чемпіон Німеччини з «Маннхаймер ЕРК».
- Найкращий бомбардир чемпіонату світу 1981.
- 1981 «Гравець року» в Бундеслізі.
- 1981 All-Star команди Бундесліги.
- Увійшов до Команда усіх зірок на Кубок Шпенглера 1981.
- 1982 All-Star команди Бундесліги.
- 1984, 1986, 1987 і 1988 чемпіон Німеччини в складі «Кельн ЕК».